# Fin Bartels
Pour les articles homonymes, voir Bartels.
Fin Bartels, né le 7 février 1987 à Kiel en Allemagne, est un footballeur allemand au poste de milieu offensif.

## Biographie
Fin Bartels est formé au SpVg Eidertal Molfsee, puis est repéré par le Holstein Kiel, où il s'engage en juillet 2002, alors âgé de 15 ans. Il fait ses débuts professionnels lors du match nul 3-3 contre le Fortuna Düsseldorf, le 25 novembre 2005.
Après deux saisons réussies avec le club de Kiel, il s'engage en juillet 2007 avec le Hansa Rostock, alors qu'il est en fin de contrat.
Son passage long de 3 ans est également réussi (14 buts en 3 saisons), et il signe un contrat avec le FC Sankt Pauli en juillet 2010.
Fin Bartels attire les recruteurs du Werder Brême et s'il s'engage avec le club du nord de l'Allemagne en juillet 2014.
Le 28 mars 2018, il est annoncé dans les médias que Fin Bartels a prolongé son contrat au sein du Werder Brême : il est désormais lié au club jusqu'en 2020.

## Carrière
| Saison    | Club           | Pays              | Championnat        | Coupes nationales | Coupes continentales |
| --------- | -------------- | ----------------- | ------------------ | ----------------- | -------------------- |
| 2005-2006 | Holstein Kiel  | Regionalliga Nord | 17 matchs          | -                 | -                    |
| 2006-2007 | Holstein Kiel  | Regionalliga Nord | 33 matchs / 5 buts | -                 | -                    |
| 2007-2008 | Hansa Rostock  | Bundesliga        | 19 matchs / 4 buts | 1 match           | -                    |
| 2008-2009 | Hansa Rostock  | 2.Bundesliga      | 28 matchs / 6 buts | 2 matchs          | -                    |
| 2009-2010 | Hansa Rostock  | 2.Bundesliga      | 30 matchs / 4 buts | 1 match           | -                    |
| 2010-2011 | FC Sankt Pauli | Bundesliga        | 31 matchs / 2 buts | 1 match           | -                    |
| 2011-2012 | FC Sankt Pauli | 2.Bundesliga      | 32 matchs / 6 buts | 1 match           | -                    |
| 2012-2013 | FC Sankt Pauli | 2.Bundesliga      | 27 matchs / 7 buts | 2 matchs          | -                    |
| 2013-2014 | FC Sankt Pauli | 2.Bundesliga      | 27 matchs / 7 buts | 1 match           | -                    |
| 2014-2015 | Werder Brême   | Bundesliga        | 29 matchs / 4 buts | 3 matchs          | -                    |
| 2015-2016 | Werder Brême   | Bundesliga        | 29 matchs / 8 buts | 3 matchs          | -                    |
| 2016-2017 | Werder Brême   | Bundesliga        | 31 matchs / 8 buts | 1 match           | -                    |
| 2017-2018 | Werder Brême   | Bundesliga        | 14 matchs / 2 buts | -                 | -                    |

## Palmarès
Néant